# Linguaggio dipendente dal contesto
Un linguaggio dipendente dal contesto (o anche sensibile al contesto, vincolato al contesto, o contestuale) è un linguaggio formale che può essere definito da una grammatica dipendente dal contesto. È una dei quattro tipi di grammatica della Gerarchia di Chomsky. È la meno utilizzata, sia in teoria che in pratica.

## Proprietà computazionali
Computazionalmente un linguaggio dipendente dal contesto è equivalente ad un automa lineare limitato . Questa è una macchina di Turing non-deterministica con un nastro di sole kn celle, dove n è la grandezza dell'input e k è una costante che dipende dalla macchina. Questo significa che ogni linguaggio formale che può essere deciso da questa macchina è un linguaggio dipendente  dal contesto e che ogni linguaggio dipendente  dal contesto può essere deciso da una macchina del genere.
Questo insieme di linguaggi è conosciuto anche come NLIN-SPACE, poiché possono essere accettati utilizzando uno spazio lineare su una macchina di Turing non deterministica.  La classe LIN-SPACE è definita nello stesso modo, eccetto per il fatto che utilizza una macchina di Turing deterministica.  Chiaramente LIN-SPACE è un sottoinsieme di un NLIN-SPACE, ma non si sa se LIN-SPACE=NLIN-SPACE.  È ampiamente sospettato che non siano uguali.

### Esempi
Un esempio di linguaggio dipendente  dal contesto che non è libero dal contesto è L = { ap : p è un numero primo }. Il modo più semplice per dimostrare che si tratta di un linguaggio dipendente dal contesto è usare un automa lineare limitato. Una dimostrazione che L non è libero dal contesto può essere ottenuta mediante il pumping lemma.

## Proprietà dei linguaggi dipendenti dal contesto
- L'unione, l'intersezione e la concatenazione di due linguaggi dipendenti dal contesto è dipendente dal contesto.
- Il complemento di un linguaggio dipendente  dal contesto è esso stesso dipendente dal contesto.
- Ogni linguaggio libero dal contesto fa parte anche dell'insieme dei linguaggi dipendenti dal contesto.